# Ampelocissus javalensis
Ampelocissus javalensis är en vinväxtart som först beskrevs av Berthold Carl Seemann, och fick sitt nu gällande namn av W. D. Stevens & A. Pool. Ampelocissus javalensis ingår i släktet Ampelocissus och familjen vinväxter. Inga underarter finns listade i Catalogue of Life.